# Northern Air
Northern Air — региональная авиакомпания Фиджи. Базируется в аэропорту Наусори.
Авиакомпания выполняет как регулярные, так и чартерные рейсы. Авиакомпания взяла на себя часть маршрутов, которые больше не обслуживаются Fiji Link.

## Направления
Авиакомпания совершает полёты в следующие пункты:
- Нгау
- Коро
- Ламбаса
- Лаутала
- Овалау
- Моала
- Нади
- Ротума
- Савусаву
- Наусори
- Тавеуни

## Флот
| Тип ВС                    | В эксплуатации |
| ------------------------- | -------------- |
| Britten-Norman Islander   | 1              |
| Britten-Norman Trislander | 1              |
| Embraer Bandeirante       | 4              |
| Total                     | 6              |